# Campionat de Portugal de ciclisme en contrarellotge
El Campionat de Portugal de ciclisme en contrarellotge s'organitza anualment des de l'any 1996 per determinar el campió ciclista de Portugal en la modalitat.
El títol s'atorga al vencedor d'una única carrera, en la modalitat de contrarellotge individual. El vencedor obté el dret a portar un mallot amb els colors de la bandera portuguesa fins al campionat de l'any següent quan disputa proves de contrarellotge.

## Palmarès masculí
| Any  | Primer                        | Segon                          | Tercer                         |
| 1996 | José Azevedo                  | Paolo-Jorge Ferreira De Moura  | Candido Barbosa                |
| 1997 | José Azevedo                  | Alberto Carlos Amaral Amorim   | Joaquim Alberto Sampaio        |
| 1998 | Alberto Carlos Amaral Amorim  | Vitor-Manuel Gamito Gomes      | Joaquim Adrego Andrade         |
| 1999 | Vitor-Manuel Gamito Gomes     | Joaquim Adrego Andrade         | José Azevedo                   |
| 2000 | Vitor-Manuel Gamito Gomes     | Joaquim Adrego Andrade         | Vidal Fitas Pereira            |
| 2001 | José Azevedo                  | Vidal Fitas Pereira            | Pedro Lopes Goncalves          |
| 2002 | Joaquim Adrego Andrade        | Pedro-Manuel Andrade           | Renato Silva                   |
| 2003 | Joaquim Adrego Andrade        | Renato Silva                   | Bruno Castanheira              |
| 2004 | Sérgio Paulinho               | Hugo Sabido                    | Renato Silva                   |
| 2005 | Candido Barbosa               | Joaquim-Alberto Sampaio Campos | Hernani Broco                  |
| 2006 | Helder Duarte Miranda         | Bruno Castanheira              | Joaquim Adrego Andrade         |
| 2007 | Ricardo Martins               | José Azevedo                   | Joaquim Alberto Sampaio        |
| 2008 | Sérgio Paulinho               | Tiago Machado                  | Helder Oliveira                |
| 2009 | Tiago Machado                 | Candido Barbosa                | José Mendes                    |
| 2010 | Rui Alberto Faria da Costa    | Sérgio Sousa                   | Mário Costa                    |
| 2011 | Nelson Felipe Oliveira Santos | Hugo Manuel Sabido             | Hernani Manuel Broco Conceicão |
| 2012 | José Gonçalves                | Ricardo Vilela                 | Sergio Sousa                   |
| 2013 | Rui Alberto Faria da Costa    | Domingos Gonçalves             | Hugo Sabido                    |
| 2014 | Nélson Filippe Oliveira       | Rui Alberto Faria da Costa     | Sergio Sousa                   |
| 2015 | Nélson Filippe Oliveira       | Tiago Machado                  | José Mendes                    |
| 2016 | Nélson Filippe Oliveira       | José Mendes                    | Rafael Reis                    |
| 2017 | Domingos Gonçalves            | Rafael Reis                    | Sérgio Paulinho                |
| 2018 | Domingos Gonçalves            | José Gonçalves                 | Tiago Machado                  |
| 2019 | José Gonçalves                | Domingos Gonçalves             | António Carvalho               |
| 2020 | Ivo Oliveira                  | Rui Costa                      | Tiago Machado                  |
| 2021 | João Almeida                  | Rafael Reis                    | José Fernandes                 |
| 2022 | Rafael Reis                   | Ivo Oliveira                   | João Almeida                   |
| 2023 | João Almeida                  | Ivo Oliveira                   | Joaquim Silva                  |
| 2024 | António Morgado               | Ivo Oliveira                   | Rui Costa                      |
| 2025 | António Morgado               | Rafael Reis                    | Ivo Oliveira                   |

### Palmarès sub-23
| Any  | Primer                               | Segon                          | Tercer                            |
| 2002 | Sérgio Miguel Paulinho Moreira       | Edgar José Rosado Anão         | Hernani Manuel Conceição Broco    |
| 2003 | Hernani Manuel Conceição Broco       | Edgar José Rosado Anão         | Ricardo Manuel Martins Rodrigues  |
| 2004 | João Paulo Costa Cabreira            | Filipe Duarte Sousa Cardoso    | Bruno Antero Moreira Lima         |
| 2005 | Filipe Duarte Sousa Cardoso          | José João Mendes Pimenta Costa | Vitor Hugo Rocha Rodrigues        |
| 2006 | Tiago José Pinto Machado             | Mario Jorge Faria da Costa     | Filipe Duarte Sousa Cardoso       |
| 2007 | Tiago José Pinto Machado             | Cláudio Felipe Pedro Apolo     | Rui Alberto Faria da Costa        |
| 2008 | Nelson Filipe Santos Simões Oliveira | Ricardo Augusto Afonso Vilela  | Casimiro Alexandre Oliveira Gomes |
| 2009 | Nelson Filipe Santos Simões Oliveira | José Isidro Gonçalves Maciel   | Diogo Miguel Afonso Nunes         |
| 2010 | Nelson Filipe Santos Simões Oliveira | Fabio Silvestre                | Pedro Miguel Paulinho Moreira     |
| 2011 | José Isidro Gonçalves Maciel         | Rafael Ferreira Reis           | Fabio Silvestre                   |
| 2012 | Fabio Silvestre                      | António André Pereira Barbio   | Amaro Manuel Raposo Antunes       |
| 2013 | Rafael Ferreira Reis                 | Victor Silva Valinho           | Carlos Manuel Costa Ribeiro       |
| 2014 | Rafael Ferreira Reis                 | José Carlos Neves Fernandes    | Carlos Manuel Costa Ribeiro       |
| 2015 | José Fernandes                       | Gaspar Gonçalves               | Ruben Guerreiro                   |
| 2016 | Gaspar Gonçalves                     | Jorge Magalhaes                | Ivo Oliveira                      |
| 2017 | José Carlos Neves Fernandes          | Gaspar Gonçalves               | João Pedro Gonçalves Almeida      |
| 2018 | Ivo Oliveira                         | João Pedro Gonçalves Almeida   | Tiago Antunes                     |
| 2019 | João Almeida                         | Jorge Magalhães                | Guilherme Mota                    |
| 2020 | Guilherme Mota                       | Daniel Dias                    | Pedro Andrade                     |
| 2021 | Fábio Fernandes                      | Carlos Salgueiro               | Diogo Barbosa                     |
| 2022 | Pedro Andrade                        | Daniel Dias                    | Pedro Silva                       |
| 2023 | António Morgado                      | Gonçalo Tavares                | Daniel Lima                       |
| 2024 | Gonçalo Tavares                      | Noah Campos                    | Pedro Castro Pinto                |
| 2025 | Lucas Lopes                          | Daniel Lima                    | Duarte Domingues                  |

## Palmarès femení
| Any  | Primera               | Segona             | Tercera          |
| 1999 | Claudia Vitorino      | Irina Coelho       | Liliana Rocha    |
| 2000 |                       |                    |                  |
| 2001 |                       |                    |                  |
| 2002 |                       |                    |                  |
| 2003 | Isabel Caetano        | Ana Rita Vigario   | Sonia Campos     |
| 2004 | Isabel Caetano        | Ana Rita Vigario   | Cristina Azevedo |
| 2005 |                       |                    |                  |
| 2006 | Alice Azevedo         | Ana Rita Vigario   | Isabel Caetano   |
| 2007 | Isabel Caetano        | Ana Rita Vigario   | Ester Alves      |
| 2008 | Isabel Caetano        | Ester Alves        | Anais Verguet    |
| 2009 | Ester Alves           | Angela Fernandes   | Ana Rita Vigario |
| 2010 | Vanessa Fernandes     | Anais Moniz        | Isabel Caetano   |
| 2011 | Isabel Caetano        | Ester Alves        | Andrea Ponte     |
| 2012 | Vanessa Sofia Pereira | Ana Rita Vigario   | Isabel Caetano   |
| 2013 | Daniela Reis          | Isabel Caetano     | Ana Isabel Dias  |
| 2014 | Katarina Larsson      | Celina Carpinteiro | Isabel Caetano   |
| 2015 | Daniela Reis          | Ana Valido         | Liliana de Jesus |
| 2016 | Daniela Reis          | Celina Carpinteiro | Katarina Larsson |
| 2018 | Daniela Reis          | Maria Martins      | Soraia Silva     |
| 2019 | Daniela Reis          | Liliana Jesus      | Melissa Maia     |
| 2020 | Raquel Queiros        | Vera Vilaca        | Melissa Maia     |
| 2021 | Daniela Campos        | Ana Caramelo       | Liliana Jesus    |
| 2022 | Daniela Campos        | Beatriz Pereira    | Ana Caramelo     |
| 2023 | Ana Caramelo          | Vera Vilaça        | Alessia Teixeira |
| 2024 | Daniela Campos        | Ana Caramelo       | Vera Vilaça      |
| 2025 | Beatriz Roxo          | Ana Caramelo       | Raquel Dias      |